# Anomalon formosanum
Anomalon formosanum är en stekelart som först beskrevs av Tohru Uchida 1928.  Anomalon formosanum ingår i släktet Anomalon och familjen brokparasitsteklar. Inga underarter finns listade i Catalogue of Life.